# Aurelio González (wielrenner)
Aurelio González Puente (Trucios, 26 juli 1940) is een voormalig Spaans wielrenner die als prof reed tussen 1964 en 1970 bij de Baskische wielerploeg Kas-Kaskol.

## Carrière
González boekte etappe overwinningen in enkele grote wedstrijden zoals het Critérium du Dauphiné Libéré (1966), de Ronde van Italië (1967), de Ronde van Zwitserland (1968), de Ronde van Frankrijk (1968) en hij won de bergklassementen in de Ronde van Italië (1967) en in de Ronde van Frankrijk (1968). Zijn hoogste eindklassering in een van de Grote Rondes was een derde plaats in de Ronde van Spanje waar hij 1 minuut en 45 seconden achterstand had op de Nederlandse eindwinnaar Jan Janssen.

## Overwinningen
1966
4e etappe Critérium du Dauphiné Libéré
1967
22e etappe (deel A) Ronde van Italië
Bergklassement Ronde van Italië
1968
7e etappe Ronde van Zwitserland (ITT)
6e etappe Ronde van Frankrijk
Bergklassement Ronde van Frankrijk
1969
Bergklassement Ronde van Zwitserland

### Resultaten in voornaamste wedstrijden
| Jaar | Ronde van Italië | Ronde van Frankrijk | Ronde van Spanje |
| ---- | ---------------- | ------------------- | ---------------- |
| 1965 |                  |                     |                  |
| 1966 |                  | 24e                 |                  |
| 1967 | 11e (1)          |                     | ↑                |
| 1968 |                  | 13e (1)             |                  |
| 1969 |                  | opgave              | 25e              |
| 1970 |                  | 25e                 | 11e              |

| Jaar | Milaan-San Remo |
| ---- | --------------- |
| 1965 | 66e             |
| 1966 |                 |
| 1967 |                 |
| 1968 |                 |
| 1969 | 72e             |
| 1970 | 141e            |

## Ploegen
- 1964 –  Kas-Kaskol
- 1965 –  Kas-Kaskol
- 1966 –  Kas-Kaskol
- 1967 –  Kas-Kaskol
- 1968 –  Kas-Kaskol
- 1969 –  Kas-Kaskol
- 1970 –  Kas-Kaskol